# Força Internacional de Apoio à Segurança

Logo da FIAS: ISAF é a sigla em inglês. Em pachto: کمک او همکاری (Komak aw Hamkari), significando "Força e Unidade".

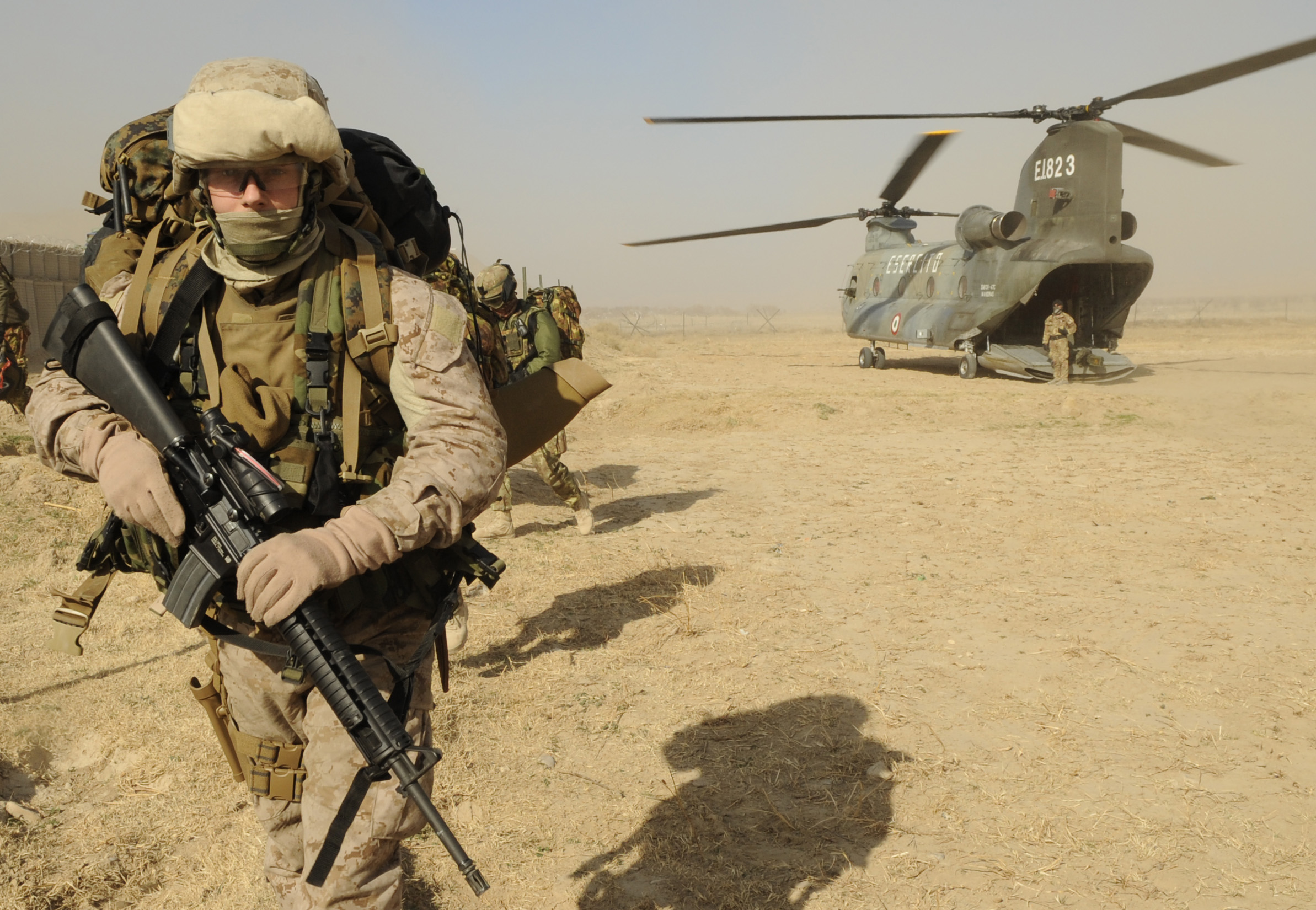
Um fuzileiro naval americano da ISAF desembarcando de um helicóptero CH-47 Chinook.

A Força Internacional de Apoio à Segurança (em inglês: International Security Assistance Force ou ISAF) foi uma missão de segurança liderada pela OTAN no Afeganistão, estabelecida pelo Conselho de Segurança das Nações Unidas em 20 de Dezembro de 2001 pela Resolução 1386, tal como previsto pelo Acordo de Bonn. Esteve envolvida diretamente nos combates contra os terroristas islâmicos no Afeganistão de 2011 a 2014 e desde 2015 atua como uma força de apoio ao governo afegão para lutar contra os rebeldes islamitas.
A ISAF foi inicialmente encarregada da segurança de Kabul e em áreas circunvizinhas do Taliban, da Al Qaeda e de facções de senhores da guerra, de modo a permitir o estabelecimento da Administração Transicional Afegã liderada por Hamid Karzai. Em outubro de 2003, o Conselho de Segurança autorizou a expansão da missão da ISAF em todo o Afeganistão, e posteriormente a ISAF expandiu a missão em quatro estágios principais ao longo de todo o país. De 2006 a 2014, a ISAF se envolveu em operações de combate mais intensas no sul e no leste do Afeganistão. Ataques à ISAF em outras partes do Afeganistão também foram frequentes.
As tropas contribuintes vinham de países como Estados Unidos, Reino Unido, Canadá, Austrália, Nova Zelândia, Alemanha, França, Itália, Espanha, Turquia, Polónia, Roménia, Dinamarca, Portugal, Bélgica, República Checa, Noruega, Bulgária, e muitos outros membros da União Europeia, bem como a Coreia do Sul, Azerbaijão, Singapura e alguns outros não membros da OTAN. A intensidade dos combates enfrentados pelas nações que contribuem varia muito, com os Estados Unidos, Reino Unido, Canadá e Dinamarca sustentando baixas substanciais em intensivas operações de combate.
A ISAF encerrou sua missão de combate no Afeganistão ao final de 2014, com um grupo menor de soldados (a maioria americanos) ficando para trás para dar apoio ao governo afegão, através da Missão Apoio Resoluto.